# (36017) 1999 ND43
(36017) 1999 ND43 est un astéroïde Amor découvert en 1999.

## Description
(36017) 1999 ND43 a été découvert le 14 juillet 1999 à l'observatoire Magdalena Ridge, situé dans le comté de Socorro, au Nouveau-Mexique (États-Unis), par le projet Lincoln Near-Earth Asteroid Research (LINEAR).

### Caractéristiques orbitales
L'orbite de cet astéroïde est caractérisée par un demi-grand axe de 1,52 ua, un périhélie de 1,04 ua, une excentricité de 0,31 et une inclinaison de 5,55° par rapport à l'écliptique. Du fait de ces caractéristiques, à savoir un périhélie compris entre 1,017 et 1,3 ua, il est classé comme astéroïde Amor, une famille d'astéroïdes géocroiseurs, s'approchant de l'orbite de la Terre.

### Caractéristiques physiques
(36017) 1999 ND43 a une magnitude absolue (H) de 19,2 et un albédo estimé à 0,257.